# Bysjön (Björsäters socken, Östergötland)
Bysjön är en sjö i Åtvidabergs kommun i Östergötland och ingår i Storåns huvudavrinningsområde. Sjöns area är 0,027 kvadratkilometer och den är belägen 81,7 meter över havet.